# Pagoda de la Colina del Tigre

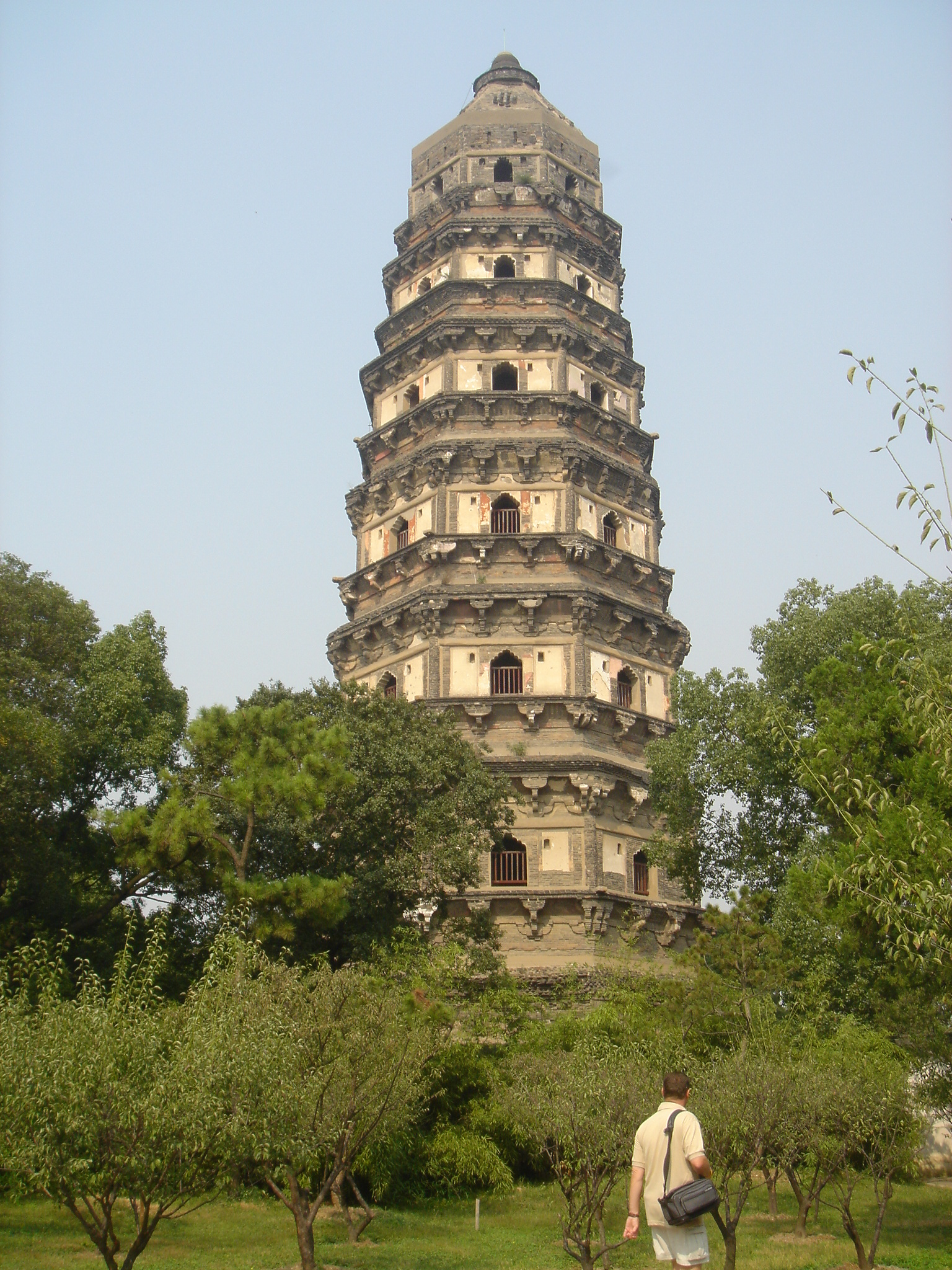
Pagoda de Yunyan

La Pagoda de la Colina del Tigre, conocida oficialmente como Pagoda de Yunyan (en chino), que a veces se traduce por Torre de Huqiu, es una pagoda china situada en la Colina del Tigre, en la ciudad de Suzhou, provincia de Jiangsu, en el este de China. Recibe el apodo de 'La torre inclinada de China'.

## Historia
Era la pagoda del antiguo Templo de Yunian. Su construcción comenzó en 907 d. C., durante el último periodo de las Cinco Dinastías, cuando el Imperio de Wuyue gobernaba Suzhou, y se completó en 961 d. C., durante la Dinastía Song.
Los pisos superiores de la pagoda se crearon durante el reinado del emperador Chongzhen (1628-1644), el último emperador de la Dinastía Ming.

## Descripción
La Pagoda de Yunyan presenta una altura de 47 metros; tiene siete pisos y es una muestra representativa de la arquitectura octogonal. Se construyó según la estructura de la masonería, que intentaba imitar las pagodas de madera predominantes en la época.

## La torre inclinada
En más de un millar de años, la pagoda se ha ido inclinando gradualmente debido al desgaste natural. Actualmente la parte de arriba difiere unos 2,32 metros de la parte de abajo. Toda la estructura pesa 7000 toneladas, que se sostiene gracias a las columnas de ladrillo internas. Sin embargo, la pagoda se inclina aproximadamente tres grados por la rotura de dos columnas de apoyo.
La pagoda se inclina porque una parte de la base es tierra, mientras que la otra es piedra. Durante 1957, se llevó a cabo un plan para estabilizar el edificio y prevenir una futura tendencia a inclinarse, mediante el cual se introdujo hormigón en la tierra para hacer una base más sólida.
Durante el proceso de reforzamiento, se encontró un ataúd de piedra con escrituras budistas. El recipiente contenía una inscripción en la que se tenía en cuenta la fecha de finalización de la pagoda como el decimoséptimo día del duodécimo mes del segundo año de la era Jianlong (961 d. C.).

## Hoy en día
La Pagoda de Yunyan ha sido designada como Máximo Lugar Nacional, Histórico y Cultural de Jiangsu. El acceso público a la parte de arriba de la torre se vetó en septiembre de 2010.